# Торк-Махале (Центральний бахш, шагрестан Талеш)
Торк-Махале (перс. ترك محله) — село в Ірані, у дегестані Сахелі-є-Джукандан, в Центральному бахші, шагрестані Талеш остану Ґілян. За даними перепису 2006 року, його населення становило 317 осіб, що проживали у складі 69 сімей.

## Клімат
Середня річна температура становить 13,97°C, середня максимальна – 26,91°C, а середня мінімальна – -0,62°C. Середня річна кількість опадів – 787 мм.
| Клімат поселення                              | Клімат поселення | Клімат поселення | Клімат поселення | Клімат поселення | Клімат поселення | Клімат поселення | Клімат поселення | Клімат поселення | Клімат поселення | Клімат поселення | Клімат поселення | Клімат поселення | Клімат поселення |
| Показник                                      | Січ.             | Лют.             | Бер.             | Квіт.            | Трав.            | Черв.            | Лип.             | Серп.            | Вер.             | Жовт.            | Лист.            | Груд.            |                  |
| Середній максимум, °C                         | 9,52             | 10,44            | 12,44            | 17,64            | 22,00            | 25,07            | 26,91            | 26,86            | 22,88            | 20,21            | 15,78            | 11,55            |                  |
| Середня температура, °C                       | 4,45             | 5,38             | 7,38             | 12,56            | 16,94            | 20,01            | 23,02            | 22,97            | 19,00            | 16,33            | 11,87            | 7,70             |                  |
| Середній мінімум, °C                          | −0,62            | 0,31             | 2,31             | 7,50             | 11,88            | 14,94            | 19,15            | 19,09            | 15,11            | 12,44            | 8,00             | 3,79             |                  |
| Норма опадів, мм                              | 71               | 64               | 69               | 54               | 42               | 27               | 11               | 34               | 87               | 132              | 96               | 100              |                  |
| Середньомісячна швидкість вітру, м/с          | 2.30             | 2.40             | 2.40             | 2.40             | 2.30             | 2.47             | 2.62             | 2.46             | 2.14             | 2.04             | 2.02             | 2.08             |                  |
| Середньомісячна сонячна радіація, кДж/м²·день | 6824             | 9061             | 11196            | 15812            | 19847            | 22507            | 23667            | 20038            | 16194            | 10978            | 8340             | 6367             |                  |
| --------------------------------------------- | ---------------- | ---------------- | ---------------- | ---------------- | ---------------- | ---------------- | ---------------- | ---------------- | ---------------- | ---------------- | ---------------- | ---------------- | ---------------- |
| Джерело:                                      |                  |                  |                  |                  |                  |                  |                  |                  |                  |                  |                  |                  |                  |